# Стів Заруський
Стів П. Заруський (народився 20 червня 1943) — колишній політик провінційного рівня з Альберти, Канада. Він був членом Законодавчих зборів Альберти з 1986 по 1993 рік. За походженням українець.

## Політична кар'єра
Заруський балотувався як кандидат від Прогресивних консерваторів на загальних виборах в Альберті 1986 року. Він переміг у виборчому окрузі Редвотер-Ендрю, перемігши трьох інших кандидатів, у тому числі колишнього MLA Social Credit Майкла Сенича. Він балотувався на другий термін на загальних виборах в Альберті 1989 року. У цій гонці він збільшив свою кількість і з комфортом виграв вибори. Округ Редвотер-Ендрю було скасовано через перерозподіл у 1993 році. Заруський балотувався на третій термін у відновленому виборчому окрузі Редвотер. Його переміг колишній лідер лібералів Ніколас Тейлор.